# Sagebrush Trail
Sagebrush Trail é um filme norte-americano de 1933, do gênero faroeste, dirigido por Armand Schaefer e estrelado por John Wayne e Nancy Shubert.

## A produção

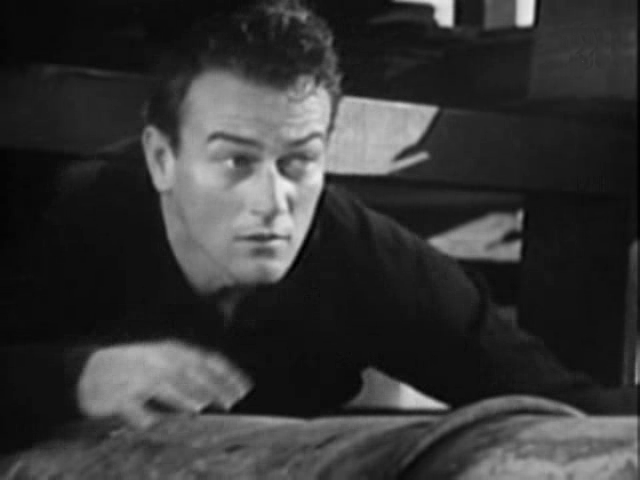
John Wayne em cena do filme

Este é o segundo filme de John Wayne distribuído pela Monogram Pictures. Ao contrário da maioria deles, este não é dirigido por Robert N. Bradbury e, sim, por Armand Schaefer, com quem já trabalhara no seriado The Three Musketeers.
Na época, Wayne era tão desconhecido que a revista Variety, ao fazer a crítica do filme, simplesmente não mencionou seu nome ao falar do elenco! Yakima Canutt, celebrado dublê, além de substituir Wayne nas cenas perigosas, também atua como chefe de um bando de criminosos.
Sagebrush Trail está em domínio público e, portanto, pode ser baixado gratuitamente no Internet Archive.

## Sinopse
John Brant é preso, acusado de um crime que não cometeu. Depois de conseguir escapar, junta-se a uma gangue de foras-da-lei,  disposto a descobrir o verdadeiro assassino. Torna-se amigo de Bob Jones, um dos membros do bando, sem desconfiar que este é o homem que ele procura. Ambos estão de olho na jovem Sally Blake e começam a desenvolver uma animosidade que leva Bob a suspeitar que John não é quem diz ser.

## Elenco

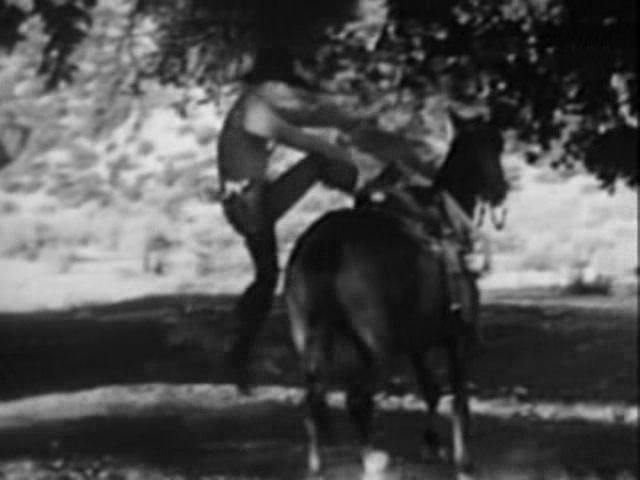
O famoso dublê Yakima Canutt em ação

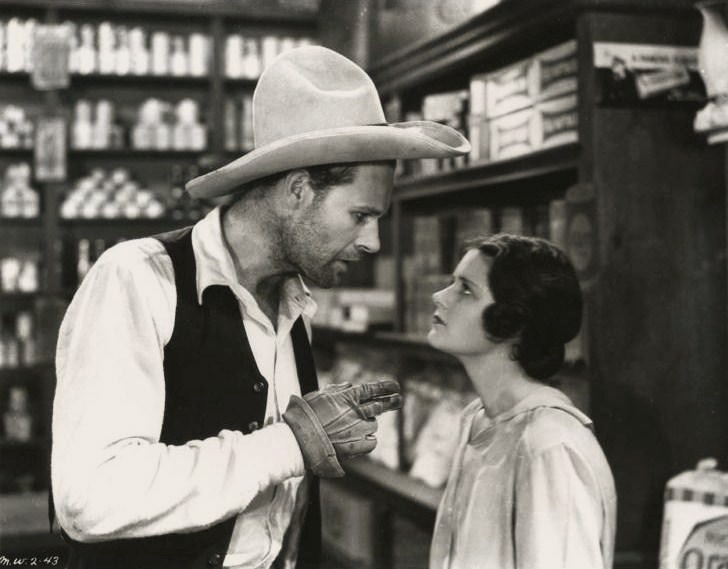
Lane Chandler e Nancy Shubert em uma cena do filme.

| Ator/Atriz    | Personagem         |
| ------------- | ------------------ |
| John Wayne    | John Brant         |
| Nancy Shubert | Sally Blake        |
| Lane Chandler | Bob Jones          |
| Yakima Canutt | Ed Walsh           |
| Henry Hall    | Pai de Sally       |
| Wally Wales   | Ajudante do xerife |
| Art Mix       | Um capanga         |
| Bob Burns     | Xerife Parker      |